# Voirat
Der Voirat ist ein kleiner Fluss im südlichen Zentrum von Frankreich, der im Département Allier der Region Auvergne-Rhône-Alpes östlich der Stadt Montluçon verläuft.

## Geografie

### Verlauf
Der Voirat entspringt einem kleinen Teich an der Gemeindegrenze von Louroux-de-Beaune und Hyds, entwässert generell in nördlicher Richtung und mündet nach rund 14 Kilometern im Gemeindegebiet von Villefranche-d’Allier als linker Nebenfluss in die Thernille, die hier auch noch Ruisseau de Rongère genannt wird. Im Mittelteil quert der Voirat die Autobahn A71. Ab dort begleitet er bis zu seiner Mündung die nicht mehr in Betrieb befindliche Bahnstrecke Montluçon–Moulins.

### Orte am Fluss
(Reihenfolge in Fließrichtung)
- Les Chaumes, Gemeinde Louroux-de-Beaune
- Les Chevris, Gemeinde Hyds
- Les Piautes, Gemeinde Montvicq
- Montvicq
- Le Vernet, Gemeinde Montvicq
- Les Marceaux, Gemeinde Doyet
- Les Barres, Gemeinde Doyet
- Le Petit Doyet, Gemeinde Doyet
- Les Dagourets, Gemeinde Villefranche-d’Allier